# Ferdinand Marija Baccilieri
Ferdinand Marija Baccilieri (Finale Emilia, 14. svibnja 1821. – Crevalcore, 13. srpnja 1893.) 

## Životopis
Rođen je u Modeni u pobožnoj obitelji. Školovao se u Barnabitesu u Bologni, nakon čega odlaziu Ferraru te nastavlja obrazovanje kod isusovaca. Postao je isusovački novak 1838. godine u Rimu. Nakon zdravstvenih problema odustaje i vraća se u kući. Nakon ozdravljenja vraća se studirati teologiju u Ferrari. Tamo he 1844. zaređen za svećenika. Predavao je talijanski i latinski u sjemeništu te studirao civilno i crkveno pravo u Bologni. 
Kasnije je osnovao Družbu Žalosne Majke i Družbu Službenika trećeg reda. Umro je prirodnom smrću 13. srpnja 1893. godine. Blaženim ga je proglasio papa Ivan Pavao II. 3. listopada 1999. godine.